# Odontolabis brookeana
Odontolabis brookeana is een keversoort uit de familie vliegende herten (Lucanidae). De wetenschappelijke naam van de soort is voor het eerst geldig gepubliceerd in 1861 door Samuel Constantinus Snellen van Vollenhoven. Snellen van Vollenhoven deelde de soort in bij het geslacht Lucanus en duidde majoor Frederic John Sidney Parry als wetenschappelijk auteur aan, omdat deze de naam gebruikt had in een manuscript in voorbereiding. Snellen van Vollenhoven vermeldde dat de soort "volgens Westwood" tot het geslacht Odontolabis Hope moest behoren. Parry gaf in zijn publicatie, die in 1864 verscheen, de eer aan Snellen van Vollenhoven als auteur van Odontolabis brookeanus.
De soort komt voor in Borneo.